# Historia de los observatorios astronómicos
Un observatorio astronómico es un lugar en el que se busca estudiar el universo, analizando y conservando la información obtenida con la ayuda de instrumentos como telescopios u ordenadores. Considérese a los observatorios astronómicos más que un edificio con una cúpula cubriendo su techo, son el lugar en donde se crean y desarrollan prácticas y métodos diferentes. Están involucrados no solo el propio observatorio si no todo a su alrededor, como las personas, los instrumentos, los técnicos, los fabricantes de los instrumentos científicos, las observaciones dirigidas al enfoque científico, arquitectos, astrónomos. 
Históricamente los observatorios astronómicos se han utilizado con fines diferentes, entre los cuales se encuentran la cartografía, hidrografía, meteorología, creación de calendarios, divulgación, medición del tiempo entre otros. Nos enfocaremos en la historia acerca de esta evolución y desarrollo que los observatorios tuvieron desde sus comienzos, hasta los inicios de los actuales, considerando los elementos que cada tipo de observatorio tuvo según la época.

## Proto-observatorios
Se tienen registros de antecesores de lo que actualmente conocemos como observatorios, conocidos como proto-observatorios, en las antiguas civilizaciones de Egipto, Babilonia, China, Mesopotamia, Maya, entre otras. Principalmente eran utilizados para la creación de calendarios. Se necesitaba contar los días y fijar fechas para llevar un control económico, establecer ciclos agrícolas, regular la vida social y legitimar el poder de los sacerdotes-gobernantes.  Por lo que la observación del cielo y de los cambios que presentaba eran importantes para ordenar y formalizar estas temporadas. 
Los observatorios más antiguos son el Círculo de Goseck, el cual consiste en una estructura neolítica situada en Alemania construida hace unos 7000 años, así como el conjunto megalítico de Nabta Playa, en Egipto, ubicado en el sur del Cairo. Muchos de los megalitos tenían la función de un observatorio astronómico y con el paso del tiempo empezaron a adquirir intereses religiosos. Los megalitos estaban en posiciones específicas que corresponden con posiciones celestes, muchos de ellos dedicados a la observación de las posiciones del sol y de la luna, alineados con solsticios y equinoccios.

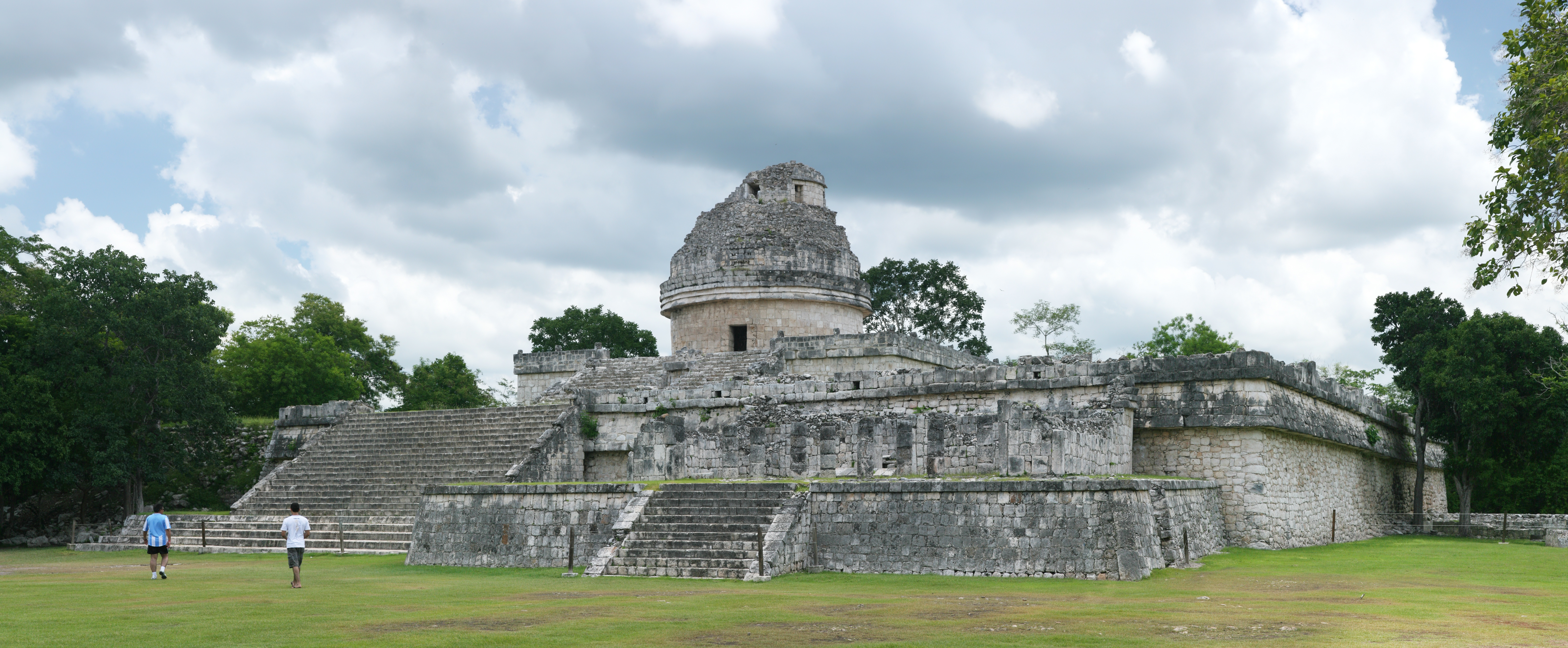
Estructura de El Caracol en la zona arqueológica de Chichen Itzá.

En Mesoamérica, la cultura Maya contaba con diversas estructuras, como El Caracol en Chichen Itza, que además de servir para actividades políticas y religiosas, se utilizaban como puntos de referencia para el estudio de los astros. Conocer el movimiento de estos les era útil para construir calendarios que indicaran los momentos adecuados para la siembra y cosecha. Casos similares se encuentran en el Antiguo Egipto.
La cultura islámica fue la encargada de conservar las prácticas y conocimientos astronómicos obtenidos por los griegos, además de hacer sus propios estudios. Debido al aumento del tamaño de los instrumentos utilizados en las observaciones, fue necesaria la instalación de un lugar fijo en el cual trabajar. Fue así que la civilización islámica construyó sus primeros proto-observatorios. El proto-observatorio de Shammas Iyya fue el primero del que se tenga registro, en el año 828 y fue construido por orden del califa al-Ma’mun, con el fin de determinar la alquibla (la dirección en la que se encuentra La Meca).

## Observatorios náuticos y geodésicos
Son aquellos observatorios dedicados a la astronomía con aplicaciones directas a la navegación y la geodesia. Sus principales propósitos son la investigación para la mejora de las técnicas de navegación, el trazado de mapas, medición del tiempo, aplicaciones que se requerían en el tránsito del comercio marítimo. Cabe destacar que en los siglos XVIII y XIX, este tipo de observatorios alcanzó su más notable y crucial prestigio. En la actualidad, las funciones y objetivos que estos cumplían han sido sustituidas por nuevos instrumentos e instituciones. 

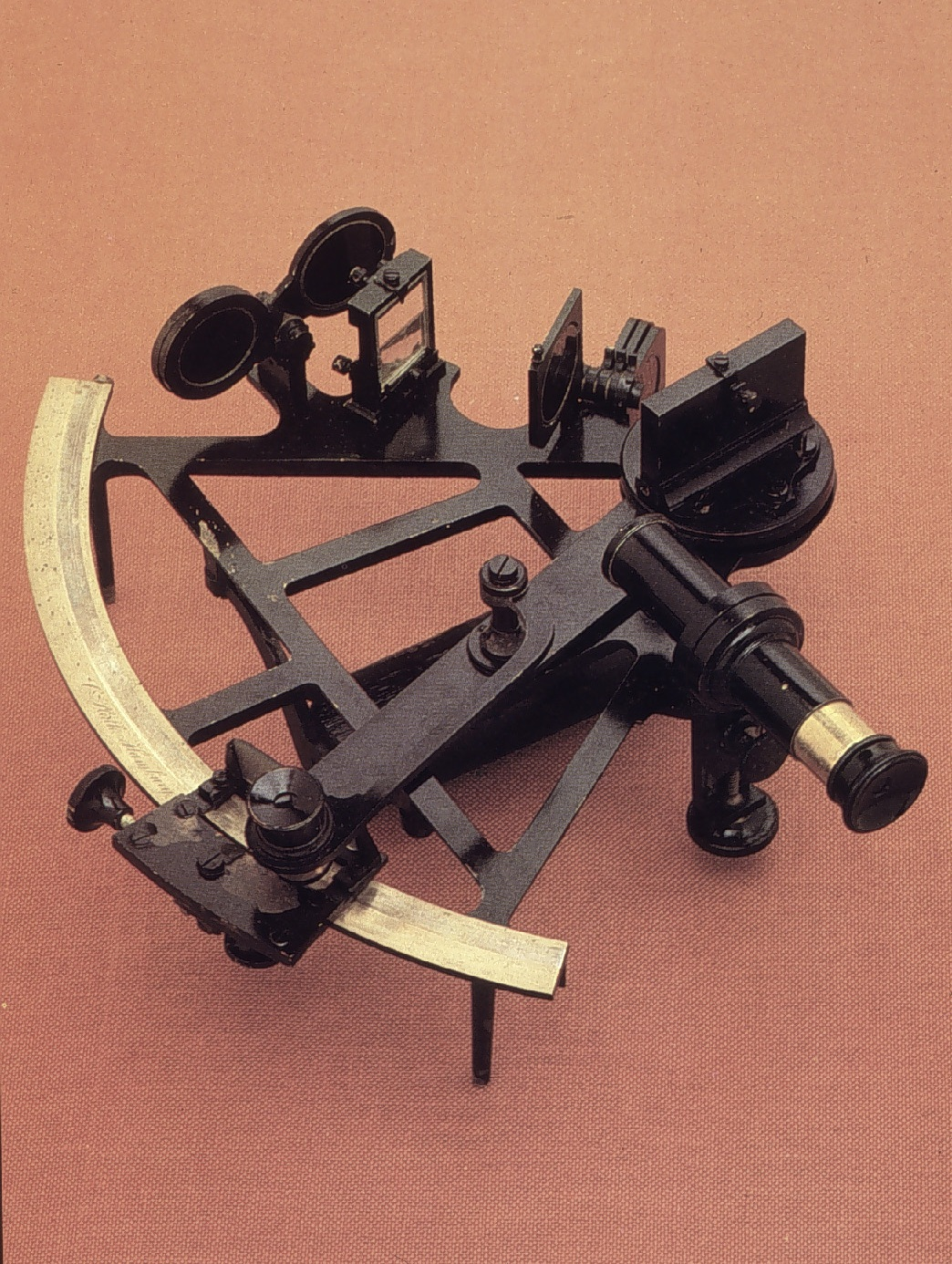
La astronomía del siglo XVII consistía en determinar la longitud del mar, y en mejorar un instrumento llamado sextante para los navegantes [2

La creación de este tipo de observatorio se dio por la necesidad de  perfeccionar la navegación con fines comerciales; además, de reconocer todo el territorio que poseía un país. La determinación de la longitud en el mar llevó a una búsqueda competitiva, incluso se  ofrecieron recompensas para aquellas personas que dieran una solución práctica al problema. Otros ejemplos de productos de estos observatorios son los almanaques, que corresponden a una serie de publicaciones con información astronómica usada en la navegación, estudios de meteorología, cartografía e hidrografía y para la delimitación de territorios.
A mediados del siglo XVIII los observatorios astronómicos/navales tenían como objetivo prioritario determinar la latitud, y el instrumento utilizado para este propósito fue el octante, siendo un instrumento más delicado en su manipulación, por lo que únicamente era utilizado por oficiales navales y astrónomos. Los oficiales de la Armada Española requirieron del uso de este tipo de instrumentos y de diferentes conocimientos astronómicos, así, el Observatorio Real de Cádiz se construyó para formar a los militares y marines en astronomía, aunque no fue su único interés.
La historia del Observatorio Real de Greenwich como el primer observatorio náutico comienza por la orden de Carlos II de nombrar una Comisión Real para investigar la astronomía, con el fin de impulsar la navegación, el comercio  y la cartografía. En agosto de 1675 el  primer astrónomo real John Flamsteed, nombrado "observador astronómico" por Carlos II, colocó la primera piedra para la construcción del Observatorio Real. Se usó el ruinoso Castillo de Greenwich para su construcción, puesto que tenía cimientos sólidos y la ubicación, al ser un terreno alto, era ideal para las observaciones. El encargado de esta decisión y del diseño del edificio fue Sir Christopher Wren.

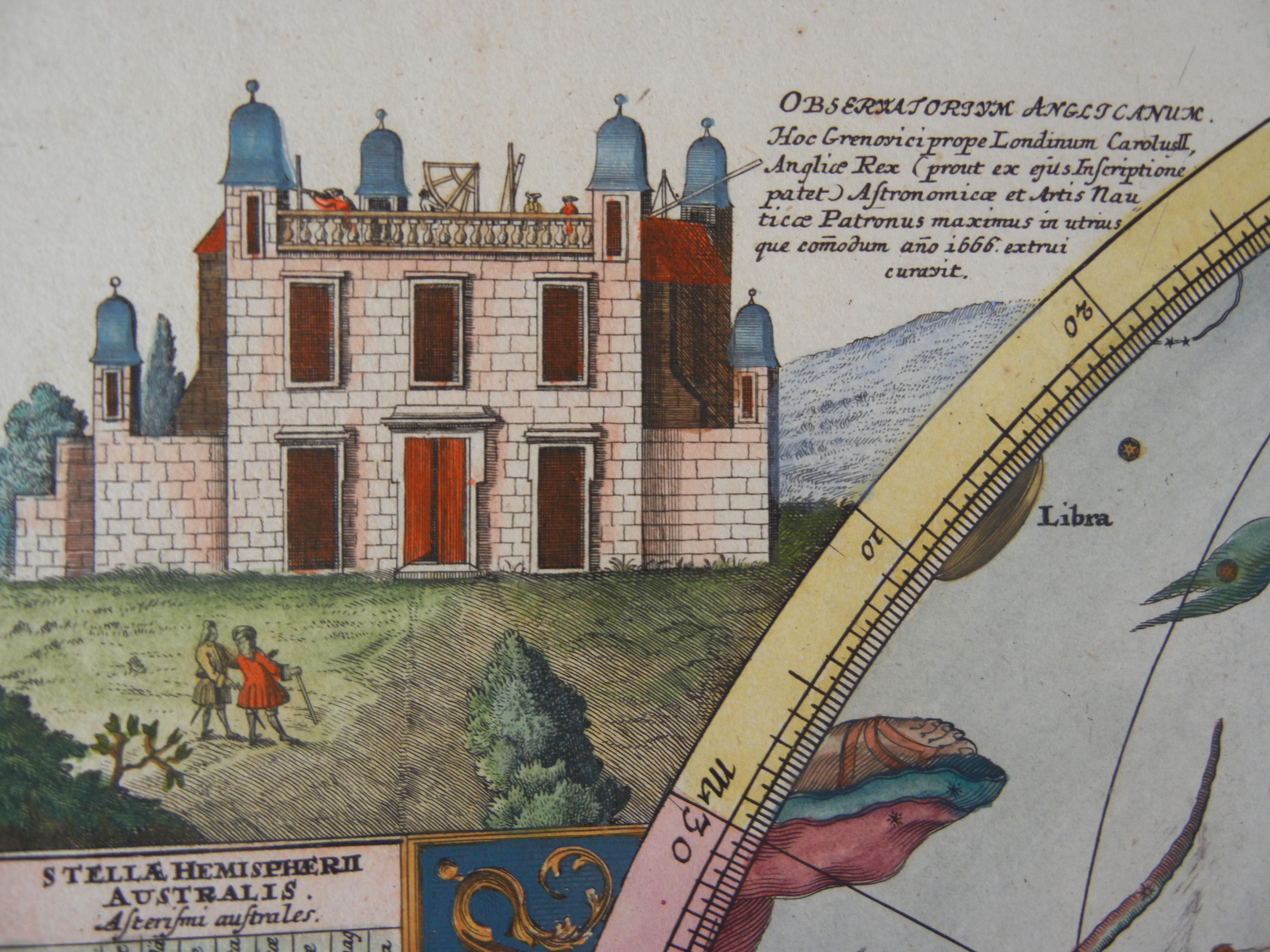
Viñeta del Observatorio de Greenwich en Doppelmayr mapa del hemisferio celeste sur.

En 1760, se introdujeron las tablas de Nevil Maskelyne para encontrar la longitud en el mar por medios astronómicos como el posicionamiento de los astros y dieron pie a los cronometradores de John Harrison, que lograron que el mundo fuera trazado con una nueva precisión científica.
El Observatorio Real fue clave para ayudar a desarrollar relojes precisos, pues se sabe que se instalaron pequeños observatorios con un personal limitado de astrónomos competentes en algunos puertos marítimos, con el fin de sincronizar y calibrar los cronómetros navales de forma más accesible para los navíos, pero no solo ocurrió en este observatorio, se unieron Gran Bretaña y Estados Unidos con las llamadas “bolas de tiempo”.
La hora internacional de muchos procesos comerciales se medía con respecto a la hora oficial del Observatorio de París. En 1884 terminó un debate internacional entre Greenwich y París, respecto a mover el meridiano cero al Real Observatorio, lo cual fue algo que a los ojos de los franceses no fue bien recibido, pero tuvieron que asimilarlo.

## Observatorios astronómicos
Los observatorios astronómicos tenían como objetivo la astronomía de posición, buscaban mejorar cada vez más la precisión de sus instrumentos  y de los cálculos, ya sea para la ubicación de estrellas o para determinar la distancia de la Tierra al Sol. Uno de los primeros observatorios astronómicos fue el “Royal Observatory, Cape of Good Hope” (Real Observatorio del Cabo de Buena Esperanza) en Sudáfrica, fundado en 1820 por la Royal Astronomical Society, aprovechando su privilegiada posición geográfica en estas colonias de África. Su importancia radica en ser el primer observatorio concentrado en investigación astronómica; algunos de los trabajos realizados en este observatorio fueron: la fotografía de larga exposición del Gran Cometa de 1882  mostrando la presencia de estrellas de fondo; la colaboración con J.C. Kapteyn de Groningen el Cape Photographic Durchmusterung, el primer catálogo estelar preparado por medios fotográficos; la participación en el proyecto Carte du Ciel; el descubrimiento del oxígeno en estrellas, entre otros, y aunque no todos los logros fueron resaltados como se merecían, fueron importantes para el observatorio.

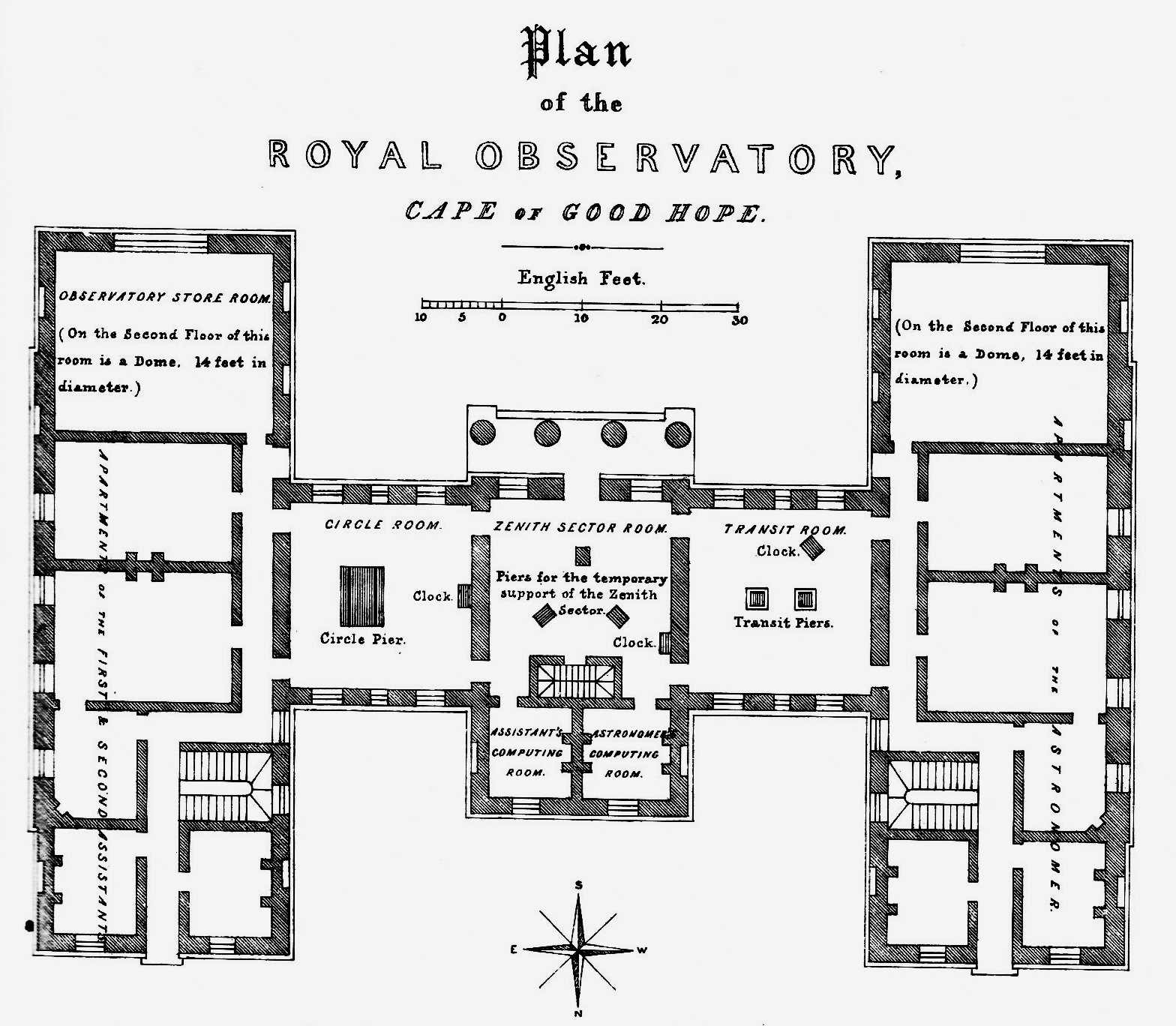
Plano del Edificio Principal del Real Observatorio, hacia 1840.

El éxito de este observatorio como un centro especializado únicamente a la investigación incentivó a que varios países financiaran  observatorios e investigación astronómica, creando así los observatorios nacionales. Este financiamiento se veía influenciado por los propios intereses de los gobiernos, ya sea para ganar prestigio internacional, o bien, la aprobación de su población. Algunos de estos observatorios son el Observatorio de Púlkovo  construido por los deseos del Zar Nicholas I, inaugurado en 1839, bajo la dirección del astrónomo Willhelm Struve. Tal fue su impacto, que lo catapultó a ser considerado como la Capital Astronómica mundial.

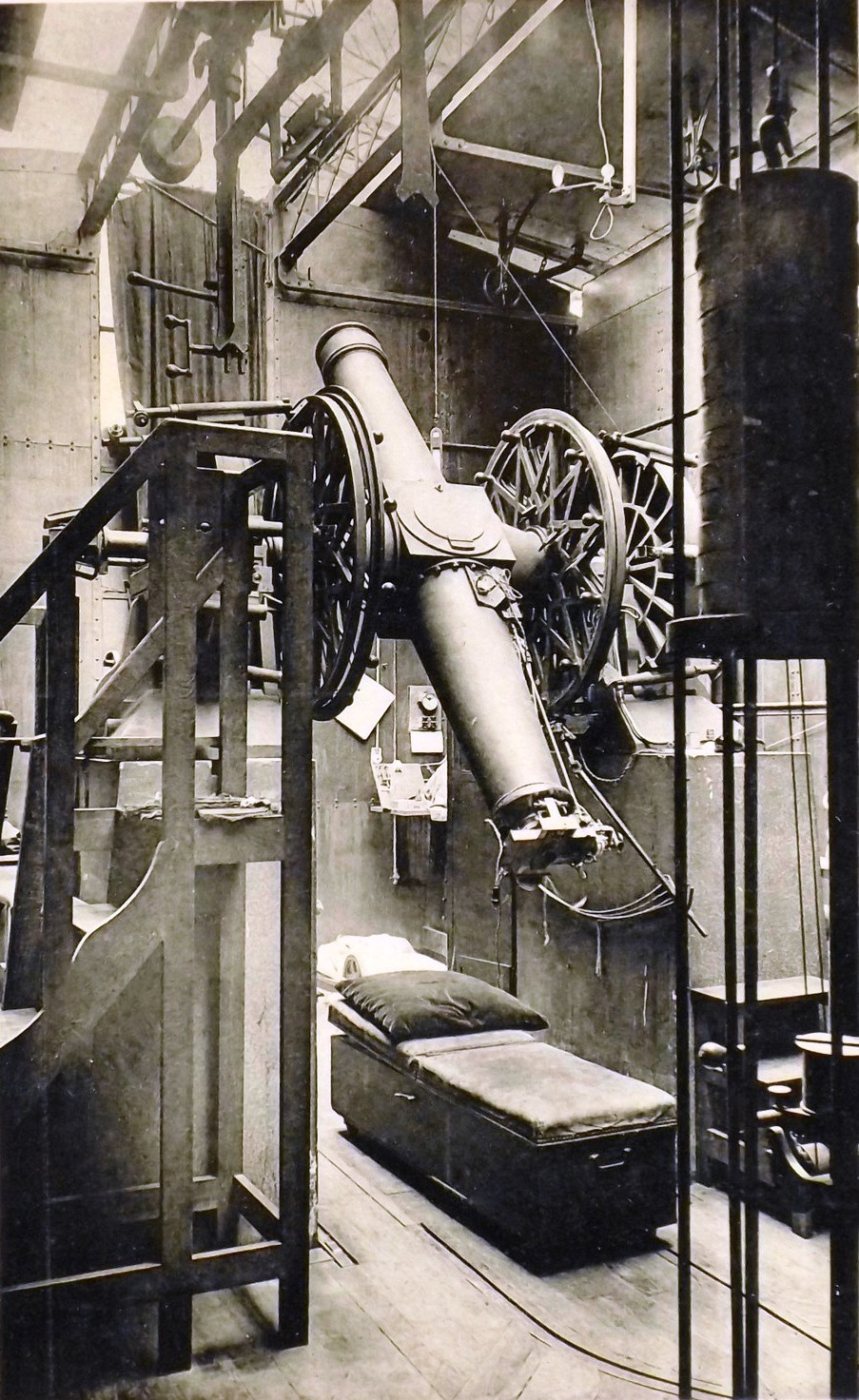
Instrumento meridiano del Observatorio de París.

Latinoamérica no fue una excepción histórica en estos grandes nuevos proyectos nacionales:  el  Observatorio Astronómico Nacional de Chile  (1852), el cual gracias a la llegada al país de una misión astronómica estadounidense, quedó al mando del teniente de marina James Gilliss, el  Observatorio Astronómico de Córdoba encontrado en los alrededores de la ciudad de Córdoba en Argentina (1870), para el cual el ministro de Justicia, Nicolás Avellaneda, invitó formalmente al astrónomo norteamericano Benjamin Gould a dirigirlo y el Observatorio Astronómico de México (1878), del cual Ángel Anguiano fue nombrado director. Para entonces se hallaban instalados cuatro instrumentos diferentes, entre los que destacaba, por sus dimensiones y características ópticas, el telescopio que originalmente se adquirió para el observatorio del Colegio Militar a la compañía de Ertel und Sohn de Múnich, Alemania.
Estos son algunos ejemplos notables que permitieron a la región sumarse a esfuerzos de talla internacional, tal como ocurrió en los años 1887 a 1889, cuando se plantea en París, el proyecto de construir un mapa completo de la bóveda celeste, la Carte du Ciel,  encabezada por Amédée Mouchez, director del Observatorio de París. Éste fue el primer gran proyecto internacional de esta magnitud, demostrando que trabajando coordinadamente y bajo ciertas estandarizaciones era posible llevar los trabajos de investigación a escalas mucho mayores y ambiciosas como principal medio la astronomía de posición.
La práctica astronómica de posición continuó desarrollándose de manera internacional con la creación de muchas más sedes de observatorios. Sin embargo, en Londres por los años 1873, Joseph Norman Lockyer dio una conferencia pública sobre “Química celestial” en el Instituto de Quebec el cual sin saberlo, daría pie a que los astrónomos de la época vieran nacer la astrofísica junto a un nuevo campo de investigación de las propiedades físicas y químicas de los cuerpos celestes.
Muchos telescopios modernos están localizados en el espacio para observar objetos astronómicos en longitudes de onda del espectro electromagnético que no pueden penetrar la atmósfera terrestre (como la radiación ultravioleta, rayos X y rayos gamma), los cuales son imposibles de observar usando telescopios terrestres [15].

## Observatorios astrofísicos
En 1814 Joseph von Fraunhofer (1787-1826), tras años de estudio, inventó el espectroscopio y pudo notar que los espectros de Sirio y de otras estrellas brillantes eran distintos entre sí, y con respecto al Sol, inició de ese modo la espectroscopia estelar. Investigó las líneas de absorción en el espectro del Sol. Más tarde, la emisión y absorción de estas líneas fueron explicadas y estudiadas de modo exhaustivo por Wilhelm Bunsen y Gustav Kirchhoff en 1859. Este descubrimiento marcó el inicio de la astrofísica.
El avance de la fotometría provocó que el interés en la astrofísica aumentara a finales del siglo XIX. La creación de observatorios astrofísicos y la investigación en astrofísica en los antiguos observatorios, cuyo objetivo era la astronomía posicional, aumentó en las últimas décadas de ese siglo.

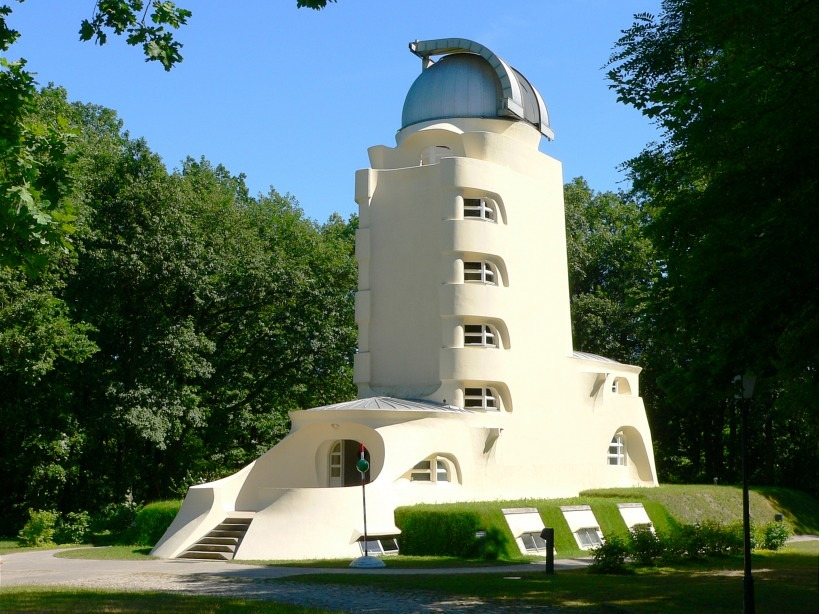
Torre de Einstein del Observatorio Astrofísico de Potsdam.

Con el gran proyecto Carte du ciel, los más importantes observatorios de la época se centraron aún más en su tarea de investigación en la astronomía posicional, lo que presentó un freno en la adopción de las herramientas recientemente desarrolladas. Una excepción a este fenómeno fueron los Estados Unidos, en donde los observatorios fueron únicamente financiados por particulares que usualmente habían logrado hacerse de una fortuna gracias a las empresas que poseían. No fue sino hasta 1874 que se fundó el primer observatorio astrofísico del mundo apoyado por el capital del estado alemán.
Wilhelm Julius Foerster, director del observatorio de Berlín, preparó la base para el Observatorio Astrofísico de Potsdam en la colina Telegrafenberg. Carl Hermann Vogel fue nombrado director único del observatorio en 1899. Su enfoque principal fue la astrofísica estelar. Siendo la primera persona en determinar con éxito las velocidades radiales de las estrellas, fotográficamente. Su instrumentación estaba enfocada en un telescopio refractor fotográfico, ubicado en una cúpula de 24 m de diámetro, con lentes de 80 cm y 50 cm, fabricadas por Steinheil y Repsold.
En 1890, el Observatorio Astrofísico Smithsoniano (SAO) fue fundado por Samuel Pierpont Langley. Presagiaba las preocupaciones sobre el cambio climático al buscar vínculos entre los fenómenos solares y terrestres. En 1955, el SAO se mudó de Washington D. C., a Massachusetts, para afiliarse al Observatorio de la Universidad de Harvard y ampliar su personal. Aceptó el desafío nacional para crear una red mundial de seguimiento de satélites, ocasionando que el SAO fuera pionero y líder en investigación de ciencias espaciales.
El Observatorio Mount Wilson (Observatorio del Monte Wilson), fundado en 1904 por George Ellery Hale, bajo la financiación del Carnegie Institution of Washington, en sus inicios funcionó con el Snow Solar Telescope del Observatorio Yerkes,  continuando los estudios del sol, por lo que se le nombró Observatorio Solar Mount Wilson. En 1919, con la introducción del telescopio más grande del mundo, de 100 pulgadas, se posicionó entonces como el principal observatorio astrofísico [2]. Edwin Hubble hizo uso del telescopio para su gran descubrimiento de la expansión del universo.

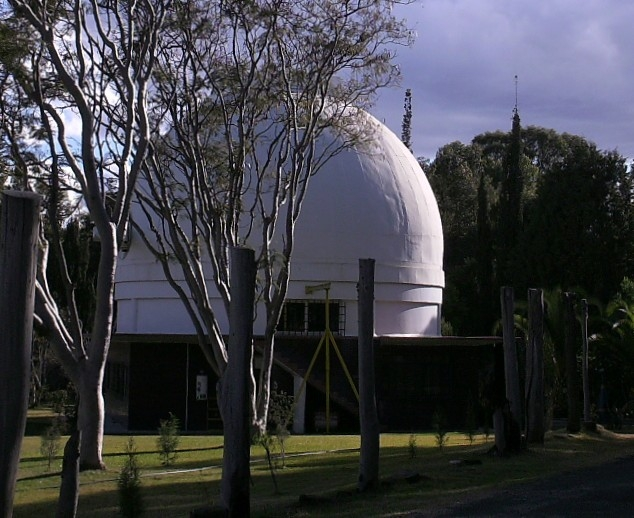
Telescopio de un metro de diámetro en el Observatorio Astronómico Nacional de Tonantzintla, Puebla, México.

En  1942 se funda el Observatorio Astrofísico Nacional de Tonantzintla (OANTON), bajo la dirección de Luis Enrique Erro Soler, quien ocupó el puesto hasta 1947, para ser relevado por Guillermo Haro, quien simultáneamente era director del Observatorio Astronómico Nacional de Tacubaya (OAN). Esto permitió a los astrónomos que trabajaban en estos centros, contar con los recursos de ambas instituciones (personal e instrumentos), dando lugar a una simbiosis entre ambos observatorios. Uno de los instrumentos adquiridos fue la cámara Schmidt, además de un prisma refractor de gran calidad. La cámara Schmidt, inventada pocos años antes, era entonces un instrumento de frontera a nivel mundial. Cuyos descubrimientos se publicaron en el Boletín de los Observatorios de Tonantzintla y Tacubaya, así como en revistas internacionales como el Astrophysical Journal. A partir de esos años la astronomía en México alcanza notoriedad a nivel mundial, como puede constatarse en la obra Guillermo Haro: obra científica, vols. I y II, compilada por Arcadio Poveda y publicada por El Colegio Nacional. Con el objeto de tener un instrumento más moderno, bajo la gestión de Haro en 1961-1962 se adquiere un nuevo telescopio reflector tipo Ritchey-Chrêtien con 100 cm de diámetro en su espejo principal y un espectrógrafo de la compañía Boller & Chivens; de esta forma se da inicio a una nueva era de observaciones astrofísicas en México, con instrumentación moderna.